# Caso Amarildo
Amarildo Dias de Souza (Rio de Janeiro, 1965/1966 - Rio de Janeiro, 2013) foi um ajudante de pedreiro brasileiro que ficou conhecido nacionalmente por conta de seu desaparecimento, desde o dia 14 de julho de 2013, após ter sido detido por policiais militares e conduzido da porta de sua casa, na Favela da Rocinha, em direção a sede da Unidade de Polícia Pacificadora do bairro. Seu desaparecimento tornou-se símbolo de casos de abuso de autoridade e violência policial. Os principais suspeitos no desaparecimento de Amarildo eram da própria polícia.
Em 2016, 12 dos 25 policiais militares denunciados pelo desaparecimento e morte de Amarildo foram condenados em primeiro grau, e no segundo grau, oito condenações foram mantidas, enquanto quatro foram absolvidos.

## Biografia
Morador desde que nasceu na favela da Rocinha, na Zona Sul do Rio de Janeiro, Amarildo era o sétimo de 12 irmãos e filho de uma empregada doméstica e de um pescador. Analfabeto, só escrevia o próprio nome e começou a trabalhar aos 12 anos vendendo limão. Casado com a dona de casa Elizabeth Gomes da Silva, Amarildo era pai de Romeu, e dividia um barraco de um único cômodo com toda a família. Conhecido como "Boi", trabalhava como pedreiro e fazia bicos na comunidade.

## Desaparecimento
Entre os dias 13 e 14 de julho de 2013, uma operação batizada de Paz Armada mobilizou 300 policiais na Rocinha e prendeu suspeitos sem passagem pela polícia, logo depois de um arrastão ocorrido nas proximidades da favela, e de acordo com a polícia, 30 pessoas foram presas, entre elas Amarildo. Ele havia acabado de voltar de uma pescaria e foi detido e conduzido por policiais militares da Unidade de Polícia Pacificadora (UPP) da Rocinha na noite do dia 14. Liberado após poucos minutos na delegacia após concluída a averiguação na UPP da Rocinha, desde então não se conhece o paradeiro do pedreiro. Dois dias depois, a família registrou o seu desaparecimento.

## Investigação
Segundo a versão da polícia, os PMs teriam confundido Amarildo com um traficante de drogas com mandado de prisão expedido pela Justiça. A própria polícia da comunidade é suspeita do desaparecimento de Amarildo.
Na noite em que foi detido, duas câmeras diante da UPP tiveram problemas e o GPS dos carros de polícia estavam desligados. Responsável pelas duas câmeras da UPP, a Emive constatou que elas estavam queimadas e alegou que falhas são frequentes em redes elétricas instáveis. No entanto, das 84 câmeras na Rocinha, apenas as da UPP apresentaram problemas naquela noite.
A polícia civil foi informada de que um corpo tinha sido encontrado na comunidade da Rocinha e os agentes foram procurá-lo, mas constataram que não era de Amarildo.
Em uma Auditoria Militar para investigar o caso, foi confirmado que o ex-comandante da UPP da Rocinha, major Edson Santos, subornou uma moradora da comunidade, Lucia Helena da Silva Batista, para que a mesma mentisse em testemunho sobre o Caso Amarildo. Lucia, em sua primeira versão, incriminava o traficante Thiago da Silva Neris como autor do assassinato de Amarildo. Depois de voltar atrás em seu depoimento, Lucia disse ter sido orientada pelo major a dar falsas informações por temer represálias de policiais militares contra seu filho além de ter recebido um pagamento.
Em 2016, 12 dos 25 policiais militares denunciados pelo desaparecimento e morte de Amarildo foram condenados em primeiro grau. Em 2019, a 8ª Câmara Criminal da Justiça do Rio de Janeiro absolveu quatro dos 12 policiais acusados, enquanto a condenação dos oito restantes foi mantida.
Em 22 de agosto de 2023, a Sexta Turma do Superior Tribunal de Justiça (STJ) decidiu aumentar as penas de policiais militares condenados pelo desaparecimento e morte de Amarildo.

## Indenização
Em junho de 2016, a Justiça condenou o governo do estado do Rio a pagar uma indenização à família do pedreiro Amarildo de Souza. A viúva e os seis filhos deverão receber R$ 500 mil cada um. Na sentença, a juíza determinou que os filhos recebam a pensão até completarem 25 anos.
O estado deve ainda pagar à viúva um salário mínimo por mês. Pela decisão, uma mãe de criação e dois irmãos de Amarildo devem receber R$ 100 mil cada um.
Passados cinco anos do assassinato de Amarildo, no entanto, a família ainda não havia sido indenizada, em razão do processo estar em fase de recursos da defesa. O montante a receber é de 3,5 milhões de reais. João Tancredo, advogado da família, afirmou: "O estado desaparece, tortura e mata o Amarildo e depois aniquila a família não pagando, não fazendo o processo andar, não prestando justiça no tempo hábil. Isso também é uma grande perversidade."

## Repercussão
O caso de Amarildo virou um símbolo de desaparecimentos não esclarecidos pela polícia. A campanha “Onde está o Amarildo?” foi iniciada nas redes sociais, especialmente pelo Facebook, com o apoio de movimentos como o Rio de Paz, as Mães de Maio e da Rede de Comunidades e Movimentos contra a Violência. Foram organizados atos por moradores da Rocinha, contando com a participação da sociedade civil. A repercussão aumentou, artistas como MV Bill, Wagner Moura e Caetano Veloso manifestaram-se publicamente, assim como a Comissão da Verdade fluminense O desaparecimento também passou a ser conhecido internacionalmente, desde a Anistia Internacional ao
Financial Times
O governador do Rio de Janeiro, Sérgio Cabral, recebeu a família de Amarildo e prometeu “mobilizar todo o governo” para encontrá-lo.

## Na cultura popular
- Em 14 de julho de 2023, dez anos depois do crime, o documentário Cadê o Amarildo? estreou no Globoplay. O longa, produzido pelo jornalismo da TV Globo, mostra depoimentos exclusivos de duas testemunhas que nunca foram ouvidas pela Justiça, além de material inédito sobre as investigações do caso.[32]